# Der Parasit (Star Trek: Deep Space Nine)
Der Parasit (Originaltitel: The Passenger) ist die neunte Folge der ersten Staffel der US-amerikanischen Science-Fiction-Fernsehserie Star Trek: Deep Space Nine. Sie wurde in den Vereinigten Staaten über Syndication vermarktet und erstmals am 20. Februar 1993 auf verschiedenen Fernsehsendern ausgestrahlt. In Deutschland war sie zum ersten Mal am 13. März 1994 in einer synchronisierten Fassung auf Sat.1 zu sehen.

## Handlung
Im Jahr 2369 fliegen Major Kira und Dr. Julian Bashir mit dem Runabout Rio Grande zurück zur Raumstation Deep Space Nine, als sie einen Notruf von einem kobliadischen Transportschiff empfangen. An Bord befinden sich nur zwei Überlebende: eine Sicherheitsoffizierin namens Ty Kajada und ein Gefangener namens Rao Vantika. Kajada warnt Bashir eindringlich davor, Vantikas Zelle zu betreten, doch da dessen Zustand kritisch ist, ignoriert Bashir ihre Warnungen. Vantika kann aber nur noch den Wunsch äußern, dass Bashir ihn leben lässt. Er berührt ihn kurz und verstirbt dann.
Zurück auf der Station werden Kajadas Wunden behandelt, doch kaum geht es ihr besser, besteht sie darauf, sich selbst von Vantikas Tod zu überzeugen. Sie erklärt, dass sie ihn 20 Jahre lang verfolgt habe und er bereits mehrfach seinen Tod vorgetäuscht habe. Sie verlangt von Bashir eine vollständige Autopsie und eine Untersuchung ihres Transportschiffs auf irgendwelche Anomalien. Bashirs Untersuchung ergibt, dass Vantika tatsächlich tot ist. Kajada erklärt gegenüber Commander Sisko ihre große Besorgnis: Vantika war auf dem Weg nach Deep Space Nine, als es ihr gelang, ihn festzunehmen. Er hatte vermutlich vor, einen Frachter mit Deuridium-Erz zu entführen, der hier in Kürze anlegen soll. Deuridium ist lebenswichtig für die Kobliaden, denn es stabilisiert ihre Zellstruktur.
Unterdessen ist ein neuer Offizier auf der Station eingetroffen: Lieutenant George Primmin von der Sicherheitsabteilung der Sternenflotte. Er soll den Sicherheitschef Constable Odo unterstützen, da die Sternenflotte diesem nicht ganz vertraut. Primmin ist von Odos ungewöhnlichen Methoden irritiert, erhält aber von Sisko die Versicherung, dass Odo weiß, was er tut. Primmin versucht daraufhin, mit Odo zusammenzuarbeiten. Als die beiden die Sicherheitsvorkehrungen für den Deuridium-Transport durchgehen, stellen sie fest, dass jemand sämtliche Aufzeichnungen in den aktiven Speicherbänken aufgerufen und anschließend gelöscht hat. Das besorgt Kajada, denn genauso ist Vantika schon einmal vorgegangen. Er zapft den Computer bei solchen Aktionen gewöhnlich über einen Nebenanschluss an einem nichtkritischen System an. Sisko hält es für möglich, dass der Täter lediglich ein Komplize von Vantika ist, doch Kajada ist überzeugt, dass es Vantika selbst war, denn er war stets besessen davon, sein eigenes Überleben zu sichern.
Odo bittet Sisko um ein persönliches Gespräch bezüglich der Anwesenheit von Primmin. Sisko erklärt, Primmin sei auf Wunsch der Sternenflotte hier, versichert Odo aber, dass er weiterhin in Sicherheitsfragen das Kommando hat. Odo ist mit dieser Entscheidung nicht glücklich, kann aber damit leben.
Wissenschaftsoffizierin Jadzia Dax stellt fest, dass jemand versucht hat, in das angedockte kobliadische Schiff einzudringen. Sie vermutet, dass er es auf einen Chip abgesehen hatte, der sich noch an Bord befand und auf dem die Karte eines humanoiden Gehirns gespeichert ist.
Währenddessen schließt der Barbesitzer Quark sein Etablissement, als er plötzlich von einem Unbekannten von hinten gepackt wird, der wissen will, ob Quark die Vorbereitungen bezüglich des Deuridium-Transports getroffen und eine Gruppe Söldner angeheuert hat. Quark bestätigt das, doch er hatte geglaubt, mit Vantikas Tod sei die Sache erledigt. Der Unbekannte bestätigt ihm, dass Vantika noch am Leben ist, und verschwindet dann.
Bashir hat inzwischen Vantikas DNA mit den Aufzeichnungen der kobliadischen Sicherheit verglichen und keine Abweichungen gefunden. Dax hat aber inzwischen eine neue Spur: Sie vermutet, dass Vantikas Körper zwar tot ist, dass er aber an einer Methode gearbeitet hat, um sein Bewusstsein auf ein anderes Gehirn zu übertragen. Dax und Bashir glauben, dass Kajada die wahrscheinlichste Kandidatin für die Übertragung von Vantikas Bewusstsein ist. Sie vermuten, dass sie nur zeitweise von ihm übernommen wird und sich den Rest der Zeit dessen gar nicht bewusst ist. Da dies aber nur Vermutungen sind, kann Sisko Kajada nicht festnehmen lassen und schränkt lediglich ihre Sicherheitsfreigabe ein. Da sie jetzt nicht mehr direkt mit Odo und Primmin zusammenarbeiten kann, beschattet sie Quark, der sich gerade mit den Söldnern trifft. Plötzlich stößt sie jemand und sie stürzt in die Tiefe. Sie fällt ins Koma, kann Bashir aber zuvor noch anvertrauen, dass sie von Vantika gestoßen wurde.
Dax hat inzwischen herausgefunden, wie Vantika bei der Übertragung seines Bewusstseins vorgegangen ist: Unter seinen Fingernägeln hat sie Gliazellen gefunden, in denen eine verschlüsselte Nachricht versteckt wurde. Mit einem mikroskopisch kleinen elektrischen Generator konnte er dann diese Nachricht durch bloße Berührung auf das Nervensystem einer anderen Person übertragen.
Quark und die Söldner machen sich auf den Weg zu einem Runabout, das ihr Auftraggeber irgendwie requirieren konnte. Als sie es betreten, stehen sie plötzlich Bashir gegenüber. Quark will schon den Rückzug antreten, doch Bashir versichert ihm, dass alles seine Ordnung habe, denn er sei Vantika.
Primmin gelingt es, einen zweiten Nebenanschluss Vantikas ausfindig zu machen, der die Station für eine Weile lahmgelegt hätte. Dax stellt fest, dass Bashir die Krankenstation verlassen hat, doch im gleichen Moment legen er und seine Söldner bereits mit dem Runabout ab und fliegen auf den eintreffenden Deuridium-Transporter zu. Die Söldner beamen an Bord und töten die Besatzung. Danach beamt auch Bashir an Bord. Er will umgehend wegfliegen, doch da sein Sabotageplan durchkreuzt wurde, kann die Station den Frachter mit einem Traktorstrahl festhalten. Er droht nun Sisko, das Schiff gewaltsam loszureißen. Dadurch könnte es zerstört und das gesamte Sternensystem mit gefährlichem Deuridium verseucht werden. Dax kommt auf die Idee, einen elektromagnetischen Impuls durch den Traktorstrahl zu schicken. Dadurch verliert Vantika kurzzeitig die Kontrolle über Bashirs Gehirn. Bashir ist kurz verwirrt, senkt dann aber umgehend die Schutzschilde des Frachters. Er, Quark und die Söldner werden auf die Station gebeamt. Mit einem modifizierten Transporter gelingt es Dax, die Gliazellen mit Vantikas Bewusstsein endgültig aus Bashirs Gehirn zu entfernen und in einem Behälter sicher zu verwahren. Sisko übergibt den Behälter an Kajada. Sie schießt sofort mit einem Phaser darauf und vernichtet somit den letzten Rest, der von Vantika noch übrig war.

## Verbindungen zu anderen Star-Trek-Produktionen
Einige Elemente aus dieser Folge wurden in späteren Star-Trek-Produktionen wieder aufgegriffen:
- Die Kobliaden haben hier ihren ersten Auftritt. Sie waren später noch in kleineren Neben- und Statistenrollen in zwei weiteren Folgen von Star Trek: Deep Space Nine sowie in je einer Folge von Raumschiff Enterprise – Das nächste Jahrhundert, Star Trek: Raumschiff Voyager und Star Trek: Enterprise zu sehen.
- In der Doppelfolge 3.01/02 (Die Suche) von Star Trek: Deep Space Nine aus dem Jahr 1994 reagiert Odo auf Michael Eddington, den neuen Sicherheitsoffizier der Sternenflotte, mit der gleichen Ablehnung wie auf seinen Vorgänger George Primmin.
- Die Grundprämisse, dass jemand mittels Technologie sein Bewusstsein auf eine der Hauptfiguren der Serie überträgt und so deren Körper übernimmt, wurde in Folge 3.10 (Der Kriegsherr) von Star Trek: Raumschiff Voyager aus dem Jahr 1996 wieder aufgegriffen.

## Produktion

### Drehbuch
In Morgan Grendels ursprünglichem Drehbuchentwurf hätte es Ty Kajada sein sollen, die von Vantika übernommen wird. Bashir hätte sich in sie verlieben sollen und nachdem sie enttarnt und verhaftet worden wäre, hätte Bashir am Ende der Folge vor dem Konflikt gestanden, ob er sie freilassen soll, denn sie behauptet, Vantika habe eine Bombe auf der Station versteckt.

### Darsteller
Die Hauptfiguren Miles O’Brien (Colm Meaney) und Jake Sisko (Cirroc Lofton) haben in dieser Folge keinen Auftritt.
Caitlin Brown, Darstellerin von Ty Kajada, spielte auch Vekor in der Doppelfolge 7.04/05 (Der Schachzug) von Raumschiff Enterprise – Das nächste Jahrhundert.
James Lashly hatte zuvor bereits Fähnrich Kopf in Folge 4.03 (Die ungleichen Brüder) von Raumschiff Enterprise – Das nächste Jahrhundert gespielt. Er spielte George Primmin noch einmal in Folge 1.10 (Chula – Das Spiel) von Star Trek: Deep Space Nine.
Christopher Collins, Darsteller des Markalianers Durg, hatte zuvor bereits zwei Gastrollen in je einer Folge von Raumschiff Enterprise – Das nächste Jahrhundert gespielt. Er spielte später noch einen weiteren Markalianer in Folge 2.19 (Der Blutschwur) von Star Trek: Deep Space Nine.

## Rezeption
Mit 6,4 von 10 möglichen Punkten (Stand 2019) ist Der Parasit die in der Internet Movie Database am zehntschlechtesten bewertete Folge von Star Trek: Deep Space Nine.
Keith DeCandido bewertete Der Parasit 2013 auf tor.com als eine ziemlich schlechte Folge von Star Trek: Deep Space Nine. Er mochte den Konflikt zwischen Odo und Primmin, die Haupthandlung hingegen gefiel ihm überhaupt nicht. Sie war für ihn zu sehr Malen nach Zahlen und passe eher in die Serie Raumschiff Enterprise – Das nächste Jahrhundert. Die Schauspielleistung von Caitlin Brown fand DeCandido recht schwach und Siddig El Fadils Darstellung von Vantika in Bashirs Körper kläglich.